# Gestione del talento
La gestione del talento (in inglese: Talent management) è un processo di sviluppo e integrazione di nuovi lavoratori, di sviluppo e mantenimento dei lavoratori attuali e di attrazione di personale altamente qualificato presso la propria impresa. 
La gestione del talento in tale contesto non si riferisce alla gestione di intrattenitori. Il termine fu coniato da David Watkins di Softscape e pubblicato in un articolo nel 1998.
La gestione del talento è un processo che emerse negli anni '90 e continuò ad essere adottato dal momento che molte società si resero conto che il talento dei loro lavoratori e le loro abilità potevano portare al successo del loro business. Queste imprese svilupparono progetti e processi per seguire e guidare il talento dei loro lavoratori, tra cui i seguenti:
- Attirare e reclutare candidati qualificati con un bagaglio competitivo
- Gestire e definire salari competitivi
- Opportunità di training e di sviluppo (crescita)
- Processi di gestione dei risultati (delle performance)
- Mantenimento dei programmi
- Promozione e transizione

T M è anche conosciuto come HCM (Human Capital Management = gestione del capitale umano), HRIS (HR Information System = sistema d'informazione delle risorse umane) o HRMS (HR Management System = sistema di gestione delle risorse umane) e HR Moduli.
Le imprese impegnate nel talent management sono strategiche e definiscono come trovano, attirano, selezionano, sviluppano, trattengono, promuovono e muovono i lavoratori attraverso l'organizzazione. Tale termine implica anche il modo in cui le imprese gestiscono le performance a livello individuale (performance management).
Il termine T M è inteso in diversi modi da diverse persone. Per alcuni riguarda la gestione di individui che hanno gran valore o "talentuosi" mentre per altri si riferisce a come il talento viene gestito in generale, cioè al presupposto che tutte le persone hanno un talento che deve essere identificato e portato alla luce.
Tale termine è solitamente associato alle pratiche di gestione delle risorse umane basate sulla competenza. Le decisioni di T M sono spesso guidate da competenze organizzative di base così come da competenze sulle specifiche posizioni. Le competenze possono includere conoscenza, abilità, esperienza e tratti personali (dimostrati attraverso comportamenti definiti).
I modelli di competenza più vecchi potrebbero anche contenere caratteristiche che solo di rado preannunciano il successo (ad es. istruzione, tenore di vita, e fattori di diversità che per molti paesi è illegale prendere in considerazione).